# Білоруська альтернативна ортографія 2005 року
«Білоруський класичний правопис. Збірник правил. Сучасна нормалізація» (біл. Беларускі клясычны правапіс. Збор правілаў. Сучасная нармалізацыя; Biełaruski klasyčny pravapis. Zbor praviłaŭ. Sučasnaja narmalizacyja): переглянутий збір ортографічних правил альтернативної літературної норми білоруської мови (див. «тарашкевиця»). Книга вийшла у Вільнюсі 2005 року. Авторами збірника є 4 лінгвісти: Юрась Бушляков, Вінцук Вячорка, Зміцер Санько, Зміцер Савка. В основі ортографії — проєкт Вячорки (1995).
Презентація правопису в Білорусі відбулася 23 травня 2005 року. Автори називають свою роботу «спробою впорядкувати правопис». Однією з особливостей роботи є те, що до абетки було повернуто букву ґ, якій автори надали статус «рекомендованої».
Цю пропозицію прийняли до використання такі видання на тарашкевиці, як «Наша ніва», білоруські служби Радыё «Свабода» та Польське радіо за кордоном, ARCHE (поруч з офіційною нормою). Стан прийняття в інших ЗМІ або в білоруській еміграції залишається невизначеним.